# Gregorio Bressani
Pour les articles homonymes, voir Bressani.
Gregorio Bressani, né le 3 février 1703 à Trévise et mort le 12 janvier 1771 à Padoue, est un philosophe et philologue italien.

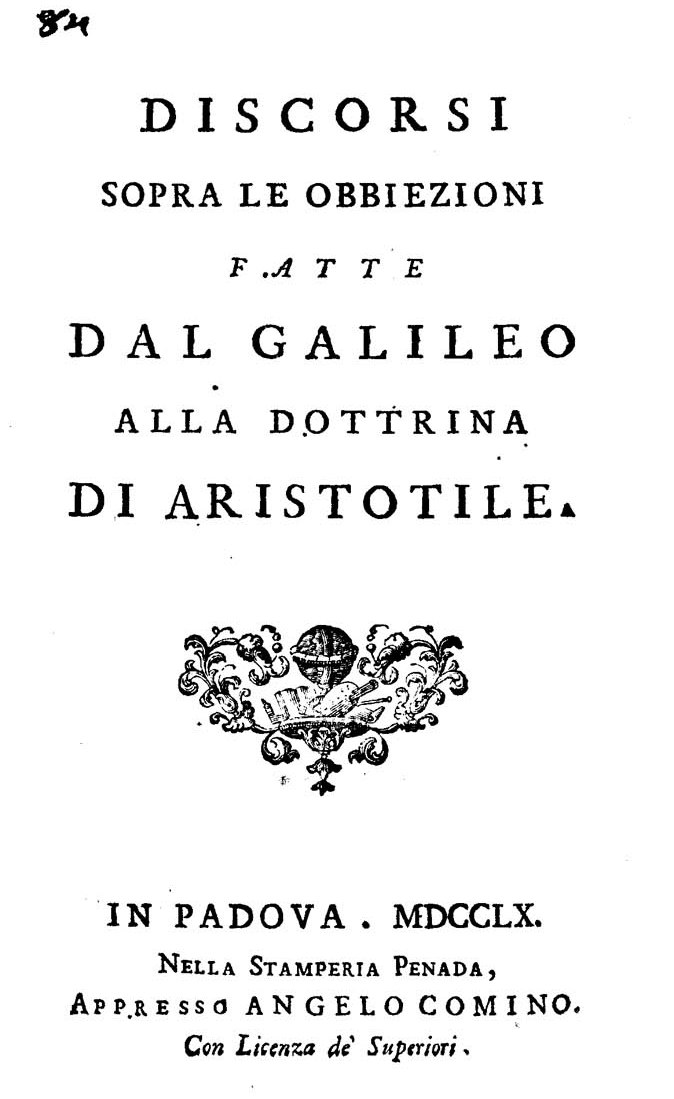
Discorsi sopra le obbiezioni fatte dal Galileo alla dottrina di Aristotile

## Biographie
Né à Trévise en 1703, il y fit ses premières études sous les pères de la congrégation Somasque. Il alla ensuite étudier le droit à Padoue, et y fut reçu docteur en 1726. Après y avoir fait un cours de mathématiques, il se livra tout entier à la métaphysique. Il se lia d'étroite amitié avec Francesco Algarotti, qui avait en lui assez de confiance pour soumettre à son jugement ses propres ouvrages. Dans le temps de sa plus grande faveur à la cour de Berlin, il l’y conduisit en 1749, et le présenta au roi. Il fit plus, et ce n’est pas le seul trait de ce genre qui honore la mémoire d’Algarotti : Bressani était pauvre, il lui fit une pension suffisante pour assurer son indépendance. Il est à remarquer qu’Algarotti était newtonien, et que Bressani, dans l’ouvrage qu’il lui dédie, et qui est principalement dirigé contre la philosophie de Galilée, attaque aussi celle de Newton, sans espérer pourtant, dit-il, guérir le monde de l’erreur où il est tombé, en préférant, pour l’étude de la physique, Descartes et Newton à Platon et Aristote. Ce livre est intitulé : Il modo di filosofare introdotto da Galilei ragguagliato al Saggio di Platone e di Aristotele, Padoue, 1753, in-8°. L’auteur y prétend réfuter le premier des quatre fameux dialogues de Galilée sur les deux grands systèmes du monde. Bressani publia, sur le même sujet, un second ouvrage : Discorsi sopra le obbiezioni fatte dal Galileo alla dottrina di Aristotile, ibid., 1760, in-8°. On lui doit aussi en italien un Discours sur la langue toscane, et un Essai de philosophie morale sur l’éducation des enfants. Quoique ce dernier eût eu beaucoup de succès, il le refondit presque en entier dans une seconde édition. Il mourut à Padoue, le 12 janvier 1771.